# La Resurrezione
La Resurrezione (deutsch: Die Auferstehung), eigentlich La Resurrezione di Nostro Signor Gesù Cristo (HWV 47) ist ein Oratorium von Georg Friedrich Händel.

## Entstehung
Händel schrieb sein Werk auf das Libretto „Oratorio per la Risurrettione di Nostro Signor Giesù Cristo“ (Oratorium über die Auferstehung unseres Herrn Jesus Christus) von Carlo Sigismondo Capece, dem Sekretär der im römischen Exil lebenden polnischen Königin Maria Casimira Mitte März/Anfang April 1708 in Rom, als Auftragswerk des Marchese Francesco Maria Marescotti Ruspoli. Er wohnte in dieser Zeit, von Ende Februar bis Ende April in dessen Palast (Palazzo Bonelli an der Piazza Santi Apostoli), in dem es am Ostersonntag, 8. April, unter Händels Leitung und dem Konzertmeister Arcangelo Corelli auch uraufgeführt und am folgenden Tag wiederholt wurde (Francesco Valesio, Diario di Roma). Zahlreiche Rechnungsbelege im Archivio Segreto Vaticano zeigen, dass mehrere Handwerksbetriebe mit dem Bau einer Bühne und von Dekorationen beauftragt waren, das Werk also zumindest halbszenisch aufgeführt wurde. Zirka 1500 gedruckte Libretti belegen, dass einschließlich dreier öffentlicher Proben am 1., 2. und 7. April etwa 300 Zuhörer pro Aufführung zugegen waren.
Die Aufführung fiel in jenen Zeitraum zwischen 1702 und 1709, in dem Papst Clemens XI. zur Hebung der Religiosität in der Stadt und zur Bekämpfung des allgemeinen sittlichen Niedergangs, einer Bittschrift aus dem Kreis der Konservatoren folgend, alle Theater- oder Opernaufführungen untersagte. Diese Verordnung wurde jedoch nicht konsequent umgesetzt: Es gab Ausnahmeregelungen besonders für ausländische Staatsvertreter. Dennoch waren öffentliche Aufführungen nicht gern gesehen, zumal mehrere Erdbeben im Jahre 1703 als göttliche Vorzeichen eines kommenden Untergangs gedeutet wurden.
Besetzung der Uraufführung:
- Lucifero – Cristofano Cinotti (Bass)
- Maddalena – Margherita Durastanti (Sopran)
- Angelo – Sig. Filippo (Soprankastrat)
- San Giovanni – Vittorio Chiccheri (Tenor)
- Cleofe – Pasqualino Betti, detto Pasqualino (Altkastrat)

Obwohl bei der Uraufführung nicht anwesend, erregte Händels Oratorium trotz des privaten Charakters der Produktion den Argwohn des Papstes allein dadurch, dass mit der Durastanti eine Frau als Sängerin beteiligt war. Sie wurde deshalb bei der Wiederholungsaufführung am Ostermontag vermutlich durch einen Kastraten ersetzt. Ein Beleg dafür fehlt aber. Dem Werk warf man zum anderen vor, dass es sich als Oratorium musikalisch kaum von einer Oper unterscheide.
In der erwähnten römischen Chronik, dem Diario di Roma, wird die Uraufführung am 8. April 1708 folgendermaßen gewürdigt:

“Dom[enica] 8. [Aprile] Pasqua di Resurrezione […] Questa sera il marchese Ruspoli fece nel palazzo Bonelli a’ SS. Apostoli un beliss.[i]mo oratorio in musica, havendo fatto nel salone un ben’ ornato teatro per l’uditorio. V’intervenne molta nobiltà et alcuni porporati”

„Sonntag, den 8. [April], Ostersonntag […] Diesen Abend ließ der Marchese Ruspoli ein wunderbares musikalisches Oratorium im Palazzo Bonelli in der Santi Apostoli aufführen und hat für das Publikum im Saal ein schön dekoriertes Theater geboten. Viele Adlige und einige Kardinäle waren anwesend.“

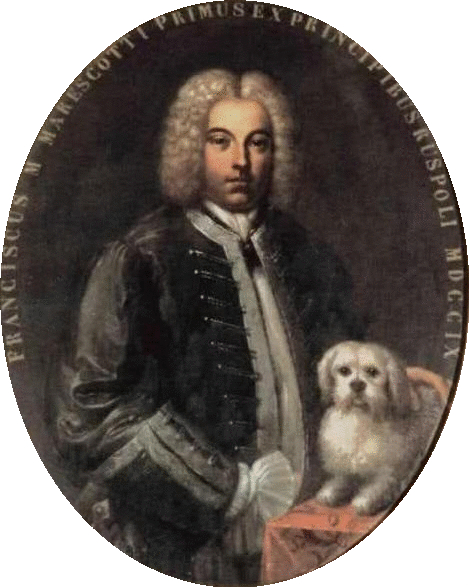
Im Palast des Marchese Francesco Maria Marescotti Ruspoli fand die Uraufführung statt. Portrait, Rom 1709

## Aufführungsgeschichte
Nach den beiden glanzvollen römischen Aufführungen am 8. und 9. April 1708 geriet Händels Auferstehungsoratorium völlig in Vergessenheit. Zwar wurde das Werk im Rahmen von geplanten bzw. getätigten Gesamtausgaben von Samuel Arnold (ca. 1796) und Friedrich Chrysander (1878) gedruckt, was aber nicht half, das Oratorium der Vergessenheit zu entreißen.
1960 entdeckte Rudolf Ewerhart Händels Direktionspartitur von La Resurrezione in der Santini-Sammlung der Bibliothek des Bischöflichen Priesterseminars in Münster (Westfalen). Dies weckte allgemeines Interesse praktischer Musiker an diesem Frühwerk des Komponisten. Der Fund Ewertharts konnte insbesondere einige Lücken der bisher vorliegenden Quellen schließen, da im Autograph beispielsweise die instrumentalen Einleitungen zu beiden Teilen ebenso fehlen wie die Musik zur gesamten Eingangsszene. Auf dieser durch den Fund der Direktionspartitur vervollständigten Fassung fußte auch seine 1961 erfolgte Aufführung in Münster, welche auch die Grundlage für die szenische Aufführung während der Händelfestspiele in Göttingen im gleichen Jahr unter der musikalischen Leitung von Günther Weißenborn und mit der Regie von Martin Ankermann war. Seitdem hört man La Resurrezione wieder des Öfteren. 1969 wurde das Stück das erste Mal in England durch die Handel Opera Society und dem Chandos Ensemble unter Leitung von Charles Farncombe im Londoner Victoria and Albert Museum aufgeführt. Während der Händel-Festspiele Halle wurde La Resurrezione am 10. Juni 1995 im Goethe-Theater Bad Lauchstädt in einer szenischen Produktion mit Les Musiciens du Louvre unter Marc Minkowski und der Regie von Marshall Pynkoski gespielt.

## Libretto und Handlung
Das Libretto stammt von Carlo Sigismondo Capece, der als Sekretär der in Rom lebenden polnischen Ex-Königin Maria Casimira tätig war, und geht auf die neutestamentlichen Berichte von der Auferstehung Jesu Christi zurück. Allerdings übernahm er diese nicht wörtlich aus der italienischen Übersetzung der Bibel, sondern dichtete diese in Versform nach, ähnlich, wie Barthold Heinrich Brockes ein paar Jahre später mit seiner Passionsdichtung Der für die Sünde der Welt gemarterte und sterbende Jesus (in Deutsch) in Hamburg verfahren sollte. Die fünf handelnden Personen des Textbuchs ringen in Streitgesprächen und philosophischen Diskursen um die Bedeutung von Tod und Auferstehung Christi.

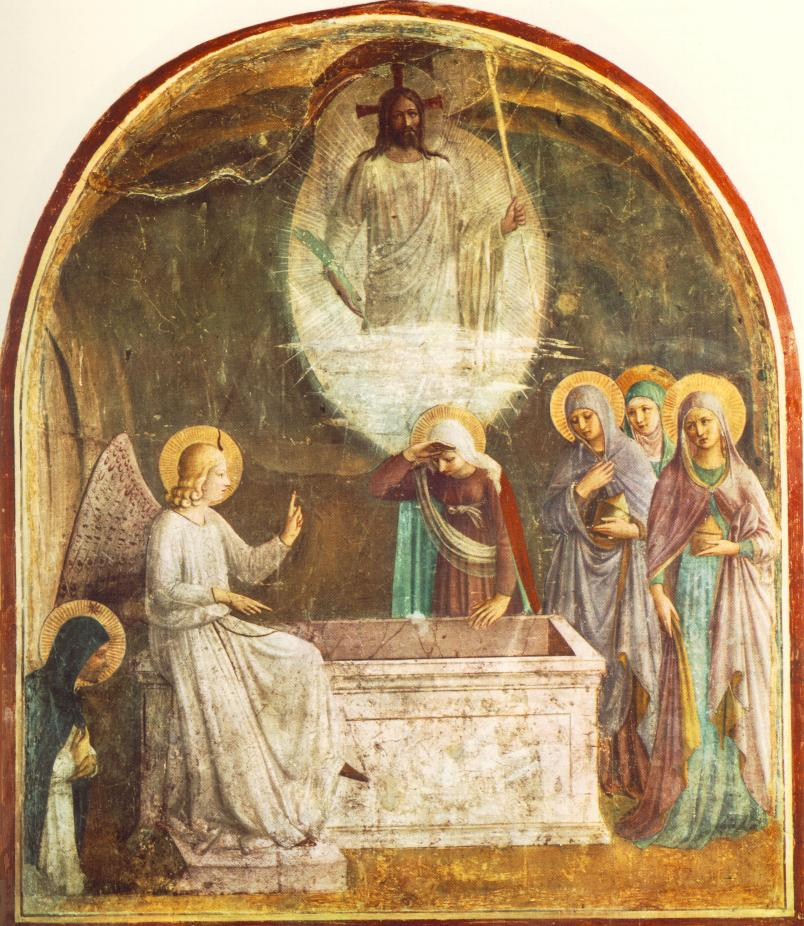
Christi Auferstehung und die Gottesmutter Maria, Maria Magdalena und Maria Kleophae am leeren Grab Fra Angelico, Fresko im Museum San Marco, Florenz, ca. 1440

Der erste Teil spielt in der Nacht von Karsamstag auf Ostersonntag, wobei das Kräftemessen von Engel und Teufel im Vordergrund steht: der strahlende Engel fährt zum Höllentor hinab, damit Christus eintreten und das Licht in die Finsternis bringen kann – wogegen sich Lucifero heftig wehrt. Er glaubt, mit dem Tod Jesu dessen Heilsverkündung verhindert und somit über ihn triumphiert zu haben. Aber der Engel desillusioniert ihn und kündigt an, dass der „mächtige König der Ehren“ ihn in seine Schranken verweisen und er „seine Knie vor ihm beugen“ werde. Höhnisch und wütend ruft er nun seine höllischen Verbündeten herbei: die Mächte des Erebos und die Eumeniden, um die Erde zu verwüsten und den Krieg in den Himmel zu tragen.
Als Maddalena und Cleofe um den verstorbenen Christus trauern, kommt San Giovanni, um sie zu trösten: Jesus hatte doch versprochen, am dritten Tage wieder aufzuerstehen. Da will Maddalena zum Grab aufbrechen, um Christi Leib zu salben. In der Hoffnung, den Erlöser vielleicht sogar lebend anzutreffen, geht Cleofe mit ihr. Giovanni will sich jedoch um Maria, der Mutter Jesu, kümmern.
Der Engel befreit nun die Patriarchen und Propheten aus ihren höllischen Kerkern, die nun durch den Siegeszug des Herrn, Christus in den Himmel folgen können. Jubilierend ob des Sieges über den Tod endet der erste Teil.
Der zweite Teil beginnt am Ostermorgen in Jerusalem. Froh erscheint Giovanni, weil Jesus sein Versprechen eingelöst hat, das Böse zu überwinden. Er folgt den Frauen zum Grab Jesu, um auch am Wunder der Auferstehung teilzuhaben.
Vom Engel erfährt nun auch Lucifero von Christi Triumph über das Böse und den Tod. Dieser reagiert ungläubig darauf und schwört, den Menschen diese Nachricht zu verschweigen. Jedoch hat der Engel den himmlischen Auftrag, die frohe Botschaft mit der Hilfe der beiden Frauen (Maddalena, Cleofe) in die Welt zu tragen.
Maddalena und Cleofe, noch unwissend, nähern sich trauernd mit großer Unsicherheit dem Grab Christi. Wird der Heiland noch anzutreffen sein? Werden Wachen sie hindern, sich dem Grab zu nähern? Maddalena jedoch strahlt Zuversicht aus, denn sie ist gewiss, dass Jesus auch für sie starb. Indes wird Lucifero klar, dass sein Kampf gegen den Himmel verloren ging. Christus, der ihn besiegt hat, verbannt ihn zurück in den tiefsten Abgrund der Hölle.
Maddalena und Cleofe, die nun an Jesu Grab eintreffen, finden dieses geöffnet vor. Der Engel sitzt davor und verkündet den Frauen, dass Jesus von den Toten auferstanden sei, und erteilt ihnen den Auftrag, diese Neuigkeit überall kundzutun. Maddalena, in dem Wissen, dass nun alle Trübsal beendet ist, will sich nun, ebenso wie Cleofe, auf den Weg machen, um den Auferstandenen zu suchen.
San Giovanni trifft die auf der Suche befindliche Cleofe, die ihm berichtet, dass Jesu Grab leer und dieser von den Toten auferstanden ist: dies habe ihr ein Engel gesagt. Doch Giovanni hatte diese frohe Botschaft auch schon von der Gottesmutter Maria erfahren. Aufgeregt kommt nun Maddalena hinzu und berichtet, dass sie im Garten nahe des Grabes einen Mann in einem leuchtenden Gewand gesehen habe, was offenbar der auferstandene Christus war.
Nun beginnt San Giovanni mit dem Jubel und ruft: „Jesus lebt!“ Alle drei frohlocken ob der frohen Nachricht, die die Welt erlösen wird. Im Zeichen der aufgehenden Sonne und des göttlichen Lichts der Auferstehung geht das Oratorium jubilierend zu Ende.

## Musik

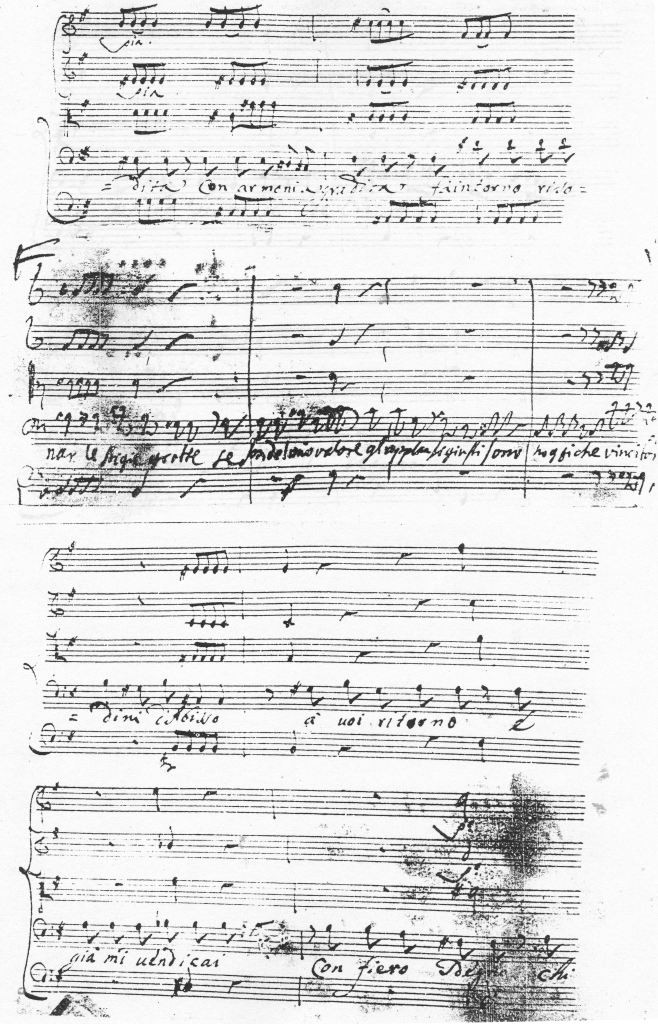
Händels autographe Korrektur (zweites System) in der von Antonio Angelini geschriebenen Direktionspartitur der römischen Aufführungen von La Resurrezione: Recitativo Nr. 2b. Qual insolita luce, Takte 12–14, Diözesanbibliothek Münster, Santini-Sammlung.

Jeweils zehn Arien bilden den ersten und den zweiten Teil des Oratoriums, wobei im ersten jeweils zwei Arien pro Sänger komponiert wurden, im zweiten Teil erhielt Lucifero nur noch eine und Maddalena demgegenüber drei Arien (die restlichen Personen je zwei). Die beiden als „Coro“ bezeichneten Nummern am Schluss eines jeden Teils sind dem Solistenensemble vorbehalten, echte Chöre sind nicht vorgesehen, wie dem Werk auch ein Erzähler/Evangelist fehlt. Insofern ist La Resurrezione tatsächlich einer Oper ähnlicher als einem Oratorium, wie man es heute kennt (und wie es von Händel selbst in späteren Jahren erst ausgebildet wurde).
Stilistisch ist die Musik zu La Resurrezione als Frühwerk des 23-jährigen Komponisten unverkennbar. Kühne harmonische Fortschreitungen fügen sich noch nicht so elegant wie in späteren Jahren in den musikalischen Kontext. Auch satztechnisch und in den Rezitativen ist noch nicht alles perfekt gestaltet. Ein reicher und oft überraschender musikalischer Ausdruck steht im Zentrum und alle anderen Aspekte scheinen diesem untergeordnet. Neugier und Experimentierlust, gerade in der Instrumentation, nehmen einen wichtigen Platz ein. Auch sind italienische Einflüsse (häufige Quintfallsequenzen) spürbar. Dennoch ist Händels eigene Handschrift bereits unverwechselbar ausgebildet.

## Orchester
Zwei Blockflöten, Traversflöte, zwei Oboen, Fagott, zwei Trompeten, Streicher inklusive einer Viola da gamba, Erzlaute und Basso continuo (Violoncello, Laute, Cembalo).
Die Anzahl der beschäftigten Musiker war beträchtlich, denn das vom Konzertmeister Arcangelo Corelli angeführte Orchester bestand aus 22 Violinisten, vier Bratschisten, fünf Violoncellisten, einem Gambisten, fünf Kontrabassisten sowie zwei Trompetern, vier Oboisten, zwei Blockflötisten, einem Traversflötisten und einem – in der Partitur allerdings nicht erwähnten – Posaunisten.

## Struktur des Oratoriums

### Prima Parte
| Sonata. (2 Ob, 2 Trp, Vdg, Str, BC)                                                         |
| Recitativo. Lucifero A dispetto de' Cieli ho vinto                                          |
| 1. Aria. Lucifero (2 Vl, BC) Caddi, è ver, ma nel cadere                                    |
| 2b. Recitativo accompagnato. Lucifero (Str, BC) Qual insolita luce squarcia le tende        |
| 3. Aria. Angelo (2 Ob, 2 Trp, Str, BC) Disseratevi, oh porte d'averno!                      |
| 4. Recitativo accompagnato. Lucifero, Angelo (Str, BC) Ma che veggio? di spirti a me nemici |
| Recitativo. Lucifero, Angelo Chi sei? chi è questo re                                       |
| 5. Aria. Angelo (Str, BC) D’amor fu consiglio                                               |
| Recitativo. Lucifero, Angelo E ben, questo tuo Nume                                         |
| 6. Aria. Lucifero (2 Vl, BC) O voi dell’Erebo potenze oribili                               |
| 7. Recitativo accompagnato. Maddalena (2 BlFl, Vdg) Notte funesta, chel del divino sole     |
| 8. Aria. Maddalena (2 BlFl, 2 Vl, Vdg, BC) Ferma l’ali, e sù i miei lumi                    |
| Recitativo. Cleofe, Maddalena Concedi, o Maddalena                                          |
| 9. Aria. Cleofe (Va, Vdg, BC) Piangete, sì, piangete                                        |
| Recitativo. Maddalena, Cleofe Ahi dolce moi Signore                                         |
| 10. Duetto. Maddalena, Cleofe (2 Vl, BC) Dolci, chiodi, amate spine                         |
| Recitativo. San Giovanni, Maddalena O Cleofe, o Maddalena                                   |
| 11. Aria. San Giovanni (Vdg, BC) Quando e parto dell'affetto                                |
| Recitativo. Cleofe, San Giovanni, Maddalena Ma dimmi, e sarà vero                           |
| 12. Aria. Cleofe (2 Ob, Str, Lt, BC) Naufragando va per l’onde                              |
| Recitativo. San Giovanni, Maddalena Itene pure, o fide amiche donne                         |
| 13. Aria. San Giovanni (Fl, 2 Vl, Vdg, Lt, BC) Così la tortorella talor piange e si lagna   |
| Recitativo. Maddalena Se Maria dunque spera                                                 |
| 14. Aria. Maddalena (2 Ob, 2 Vl, BC) Ho un non so che nel cor                               |
| Recitativo. Angelo Uscite pur, uscite                                                       |
| 15. Coro. (2 Ob, Str, BC) Il Nume vincitor trionfi, regni e viva!                           |

### Seconda Parte
| 16. Introduzione. (2 Ob, 2 Trp, Str, BC)                                                 |
| Recitativo. San Giovanni Di quai nuovi portenti                                          |
| 17. Aria. San Giovanni (Str, BC) Ecco il sol ch’esce dal mare                            |
| Recitativo. San Giovanni Ma ove Maria dimora                                             |
| 18. Aria. Angelo (2 Ob, Fg, Str, BC) Risorga il mondo lieto e giocondo                   |
| 19. Recitativo accompagnato. Angelo (Str, BC) Di rabbia indarno freme                    |
| Recitativo. Angelo Misero! ho pure udito!                                                |
| 20. Aria. Lucifero (2 Vl, BC) Per celare il nuovo scorno                                 |
| Recitativo. Angelo Oh come cieco il tuo furor delira!                                    |
| 21. Duetto. Lucifero, Angelo (BC) Impedirlo saprò!                                       |
| Recitativo. Maddalena, Cleofe Amica, troppo tardo                                        |
| 22. Aria. Maddalena (2 BlFl, 2 Ob, Vl-Solo, Vdg, Str, BC) Per me già di morire           |
| Recitativo. Lucifero Ahi abborrito nome                                                  |
| 23. Aria. Cleofe (2 Ob, 2 Trp, 2 Vl, BC) Vedo il ciel che più sereno                     |
| Recitativo. Maddalena, Cleofe Cleofe, siam giunte al luogo                               |
| 24. Aria. Angelo (2 Vl, BC) Se per colpa di donna infelice all’uomo nel seno             |
| Recitativo. Maddalena Moi Giesù, moi Signore                                             |
| 25. Aria. Maddalena (2 Ob, 2 Vl, BC) Del ciglio dolente l’ondosa procella                |
| Recitativo. Cleofe Sì, sì, cerchiamo pure l’orme del nostro amor                         |
| 26. Aria. Cleofe (2 Vl, BC) Augelletti, ruscelletti                                      |
| Recitativo. San Giovanni, Cleofe Dove si frettolosi, Cleofe                              |
| 27. Aria. San Giovanni (Str, BC) Caro figlio, amato Dio                                  |
| Recitativo. Maddalena, San Giovanni, Cleofe Cleofe, Giovanni, udite                      |
| 28. Aria. Maddalena (2 Ob, Vl-Solo, Vdg, Str, BC) Se impassibile, immortale sei risorto  |
| Recitativo. San Giovanni, Cleofe, Maddalena Sì, sì, col Redentore sorga il mondo redento |
| 29. Coro. (2 Ob, 2 Trp, Str, BC) Dia si lode in cielo                                    |

## Diskografie (Auswahl)
- Club National du Disque CND 960 (1961): Edith Gabry (Angelo), Annemarie Töpler-Marizy (Maddalena), Emmy Lisken (Cleofe), Alfred Fackert (San Giovanni), Erich Wenk (Lucifero)
Santini-Kammerchor & Kammerorchester Münster (Westfalen); Dir. Rudolf Ewerhart (108 min)
- L'Oiseau-Lyre 421 132-2 (1982): Emma Kirkby (Angelo), Patrizia Kwella (Maddalena), Carolyn Watkinson (Cleofe), Ian Partridge (San Giovanni), David Thomas (Lucifero)
The Academy Of Ancient Music; Dir. Christopher Hogwood (110 min)
- Harmonia Mundi France HMU 907027.28 (1990): Lisa Saffer (Angelo), Judith Nelson (Maddalena), Patricia Spence (Cleofe), Jeffrey Thomas (San Giovanni), Michael George (Lucifero)
Philharmonia Baroque Orchestra; Dir. Nicholas McGegan (107 min)
- Erato 2564672865 (1991): Barbara Schlick (Angelo), Nancy Argenta (Maddalena), Guillemette Laurens (Cleofe), Guy de Mey (San Giovanni), Klaus Mertens (Lucifero)
Amsterdam Baroque Orchestra; Dir. Ton Koopman (116 min)
- Archiv CD: 447 767-2 (1995): Annick Massis (Angelo), Jennifer Smith (Maddalena), Linda Maguire (Cleofe), John Mark Ainsley (San Giovanni), Laurent Naouri (Lucifero)
Les Musiciens du Louvre; Dir. Marc Minkowski (108 min, live)
- Erato 6945670 (2009): Camilla Tilling (Angelo), Kate Royal (Maddalena), Sonia Prina (Cleofe), Toby Spence (San Giovanni), Luca Pisaroni (Lucifero)
Le Concert d'Astrée; Dir. Emmanuelle Haïm (111 min)
- Linn CKD675 (2022): Lucy Crowe (Angelo), Sophie Bevan (Maddalena), Iestyn Davies (Cleofe), Hugo Hymas (San Giovanni), Ashley Riches (Lucifero)
The English Concert; Dir. Harry Bicket (116 min)